# Dolînske, Peatîhatkî
Dolînske (în ucraineană Долинське) este un sat în comuna Saiivka din raionul Peatîhatkî, regiunea Dnipropetrovsk, Ucraina.

## Demografie
Componența lingvistică a localității Dolînske
     Ucraineană (92,73%)
     Rusă (4,51%)
     Română (1,33%)
     Belarusă (1,02%)
     Alte limbi (0,2%)
Conform recensământului din 2001, majoritatea populației localității Dolînske era vorbitoare de ucraineană (92,73%), existând în minoritate și vorbitori de rusă (4,51%), română (1,33%) și belarusă (1,02%).